# یواس‌اس لانگا پوینت (سی‌وی‌ای-۹۴)
یواس‌اس لانگا پوینت (سی‌وی‌ای-۹۴) (به انگلیسی: USS Lunga Point (CVE-94)) یک کشتی بود که طول آن ۵۱۲ فوت ۳ اینچ (۱۵۶٫۱۳ متر) بود. این کشتی در سال ۱۹۴۴ ساخته شد.